# Partido Democrático Social
Der Partido Democrático Social (PDS, deutsch Demokratische Soziale Partei) war eine politische Partei in Brasilien.

## Geschichte
Sie vertrat rechtskonservative Positionen. Sie entstand im Jahre 1980 nach der Umbenennung der damaligen Aliança Renovadora Nacional (ARENA). 1993 fusionierte sie mit dem Partido Democrata Cristão (PDC, Christdemokratische Partei), um den Partido Progressista (PP, Fortschrittspartei oder Progress-Partei) zu bilden.

## Parteienstammbaum
|                            |                            |                            |                            | Aliança Renovadora Nacional (ARENA) 1966–1979 |                                            |                                            |                                            |                                                 |                                                 |                                                 |                                                 |                                                 |                                                 |                                           |                                           |                                                 |                                                 |                                                 |                                                 |                                                 |                                                 |                                            |                                            |                                            |                                            |                                     |                                     |                                               |                                               |                                               |                                               |                                               |                                               |  |  |  |  |  |  |  |  |  |  |  |  |
|                            |                            |                            |                            |                                               |                                            |                                            |                                            |                                                 |                                                 |                                                 |                                                 |                                                 |                                                 |                                           |                                           |                                                 |                                                 |                                                 |                                                 |                                                 |                                                 |                                            |                                            |                                            |                                            |                                     |                                     |                                               |                                               |                                               |                                               |                                               |                                               |  |  |  |  |  |  |  |  |  |  |  |  |
|                            |                            |                            |                            | Partido Democrático Social (PDS) 1980–1993    | Partido Democrático Social (PDS) 1980–1993 | Partido Democrático Social (PDS) 1980–1993 | Partido Democrático Social (PDS) 1980–1993 | Partido Democrático Social (PDS) 1980–1993      | Partido Democrático Social (PDS) 1980–1993      |                                                 |                                                 | Partido Democrata Cristão (PDC) 1985–1993       | Partido Democrata Cristão (PDC) 1985–1993       | Partido Democrata Cristão (PDC) 1985–1993 | Partido Democrata Cristão (PDC) 1985–1993 | Partido Democrata Cristão (PDC) 1985–1993       | Partido Democrata Cristão (PDC) 1985–1993       |                                                 |                                                 | Partido Social Trabalhista (PST) 1988–1993      | Partido Social Trabalhista (PST) 1988–1993      | Partido Social Trabalhista (PST) 1988–1993 | Partido Social Trabalhista (PST) 1988–1993 | Partido Social Trabalhista (PST) 1988–1993 | Partido Social Trabalhista (PST) 1988–1993 |                                     |                                     | Partido Trabalhista Renovador (PTR) 1985–1993 | Partido Trabalhista Renovador (PTR) 1985–1993 | Partido Trabalhista Renovador (PTR) 1985–1993 | Partido Trabalhista Renovador (PTR) 1985–1993 | Partido Trabalhista Renovador (PTR) 1985–1993 | Partido Trabalhista Renovador (PTR) 1985–1993 |  |  |  |  |  |  |  |  |  |  |  |  |
|                            |                            |                            |                            | Partido Democrático Social (PDS) 1980–1993    | Partido Democrático Social (PDS) 1980–1993 | Partido Democrático Social (PDS) 1980–1993 | Partido Democrático Social (PDS) 1980–1993 | Partido Democrático Social (PDS) 1980–1993      | Partido Democrático Social (PDS) 1980–1993      |                                                 |                                                 | Partido Democrata Cristão (PDC) 1985–1993       | Partido Democrata Cristão (PDC) 1985–1993       | Partido Democrata Cristão (PDC) 1985–1993 | Partido Democrata Cristão (PDC) 1985–1993 | Partido Democrata Cristão (PDC) 1985–1993       | Partido Democrata Cristão (PDC) 1985–1993       |                                                 |                                                 | Partido Social Trabalhista (PST) 1988–1993      | Partido Social Trabalhista (PST) 1988–1993      | Partido Social Trabalhista (PST) 1988–1993 | Partido Social Trabalhista (PST) 1988–1993 | Partido Social Trabalhista (PST) 1988–1993 | Partido Social Trabalhista (PST) 1988–1993 |                                     |                                     | Partido Trabalhista Renovador (PTR) 1985–1993 | Partido Trabalhista Renovador (PTR) 1985–1993 | Partido Trabalhista Renovador (PTR) 1985–1993 | Partido Trabalhista Renovador (PTR) 1985–1993 | Partido Trabalhista Renovador (PTR) 1985–1993 | Partido Trabalhista Renovador (PTR) 1985–1993 |  |  |  |  |  |  |  |  |  |  |  |  |
|                            |                            |                            |                            |                                               |                                            |                                            |                                            |                                                 |                                                 |                                                 |                                                 |                                                 |                                                 |                                           |                                           |                                                 |                                                 |                                                 |                                                 |                                                 |                                                 |                                            |                                            |                                            |                                            |                                     |                                     |                                               |                                               |                                               |                                               |                                               |                                               |  |  |  |  |  |  |  |  |  |  |  |  |
|                            |                            |                            |                            |                                               |                                            |                                            |                                            | Partido Progressista Reformador (PPR) 1993–1995 | Partido Progressista Reformador (PPR) 1993–1995 | Partido Progressista Reformador (PPR) 1993–1995 | Partido Progressista Reformador (PPR) 1993–1995 | Partido Progressista Reformador (PPR) 1993–1995 | Partido Progressista Reformador (PPR) 1993–1995 |                                           |                                           |                                                 |                                                 |                                                 |                                                 |                                                 |                                                 |                                            |                                            | Partido Progressista (PP) 1993–1995        | Partido Progressista (PP) 1993–1995        | Partido Progressista (PP) 1993–1995 | Partido Progressista (PP) 1993–1995 | Partido Progressista (PP) 1993–1995           | Partido Progressista (PP) 1993–1995           |                                               |                                               |                                               |                                               |  |  |  |  |  |  |  |  |  |  |  |  |
|                            |                            |                            |                            |                                               |                                            |                                            |                                            | Partido Progressista Reformador (PPR) 1993–1995 | Partido Progressista Reformador (PPR) 1993–1995 | Partido Progressista Reformador (PPR) 1993–1995 | Partido Progressista Reformador (PPR) 1993–1995 | Partido Progressista Reformador (PPR) 1993–1995 | Partido Progressista Reformador (PPR) 1993–1995 |                                           |                                           |                                                 |                                                 |                                                 |                                                 |                                                 |                                                 |                                            |                                            | Partido Progressista (PP) 1993–1995        | Partido Progressista (PP) 1993–1995        | Partido Progressista (PP) 1993–1995 | Partido Progressista (PP) 1993–1995 | Partido Progressista (PP) 1993–1995           | Partido Progressista (PP) 1993–1995           |                                               |                                               |                                               |                                               |  |  |  |  |  |  |  |  |  |  |  |  |
| Frente Liberal (FL)        | Frente Liberal (FL)        | Frente Liberal (FL)        | Frente Liberal (FL)        | Frente Liberal (FL)                           | Frente Liberal (FL)                        |                                            |                                            |                                                 |                                                 |                                                 |                                                 |                                                 |                                                 |                                           |                                           | Partido Progressista Brasileiro (PPB) 1995–2003 | Partido Progressista Brasileiro (PPB) 1995–2003 | Partido Progressista Brasileiro (PPB) 1995–2003 | Partido Progressista Brasileiro (PPB) 1995–2003 | Partido Progressista Brasileiro (PPB) 1995–2003 | Partido Progressista Brasileiro (PPB) 1995–2003 |                                            |                                            |                                            |                                            |                                     |                                     |                                               |                                               |                                               |                                               |                                               |                                               |  |  |  |  |  |  |  |  |  |  |  |  |
| Frente Liberal (FL)        | Frente Liberal (FL)        | Frente Liberal (FL)        | Frente Liberal (FL)        | Frente Liberal (FL)                           | Frente Liberal (FL)                        | Partido da Frente Liberal (PFL) 1985–2007  | Partido da Frente Liberal (PFL) 1985–2007  | Partido da Frente Liberal (PFL) 1985–2007       | Partido da Frente Liberal (PFL) 1985–2007       | Partido da Frente Liberal (PFL) 1985–2007       | Partido da Frente Liberal (PFL) 1985–2007       |                                                 |                                                 |                                           |                                           | Partido Progressista Brasileiro (PPB) 1995–2003 | Partido Progressista Brasileiro (PPB) 1995–2003 | Partido Progressista Brasileiro (PPB) 1995–2003 | Partido Progressista Brasileiro (PPB) 1995–2003 | Partido Progressista Brasileiro (PPB) 1995–2003 | Partido Progressista Brasileiro (PPB) 1995–2003 |                                            |                                            |                                            |                                            |                                     |                                     | Partido Progressista (PP) 2003–2017           | Partido Progressista (PP) 2003–2017           | Partido Progressista (PP) 2003–2017           | Partido Progressista (PP) 2003–2017           | Partido Progressista (PP) 2003–2017           | Partido Progressista (PP) 2003–2017           |  |  |  |  |  |  |  |  |  |  |  |  |
| Democratas (DEM) seit 2007 | Democratas (DEM) seit 2007 | Democratas (DEM) seit 2007 | Democratas (DEM) seit 2007 | Democratas (DEM) seit 2007                    | Democratas (DEM) seit 2007                 | Partido da Frente Liberal (PFL) 1985–2007  | Partido da Frente Liberal (PFL) 1985–2007  | Partido da Frente Liberal (PFL) 1985–2007       | Partido da Frente Liberal (PFL) 1985–2007       | Partido da Frente Liberal (PFL) 1985–2007       | Partido da Frente Liberal (PFL) 1985–2007       |                                                 |                                                 |                                           |                                           |                                                 |                                                 |                                                 |                                                 |                                                 |                                                 | Progressistas (PP) seit 2017               | Progressistas (PP) seit 2017               | Progressistas (PP) seit 2017               | Progressistas (PP) seit 2017               | Progressistas (PP) seit 2017        | Progressistas (PP) seit 2017        | Partido Progressista (PP) 2003–2017           | Partido Progressista (PP) 2003–2017           | Partido Progressista (PP) 2003–2017           | Partido Progressista (PP) 2003–2017           | Partido Progressista (PP) 2003–2017           | Partido Progressista (PP) 2003–2017           |  |  |  |  |  |  |  |  |  |  |  |  |